# Cyrtauchenius obscurus
Cyrtauchenius obscurus är en spindelart som beskrevs av Anton Ausserer 1871. Cyrtauchenius obscurus ingår i släktet Cyrtauchenius och familjen Cyrtaucheniidae. Inga underarter finns listade i Catalogue of Life.